# 大眼利齒脂鯉
大眼利齒脂鯉，為輻鰭魚綱脂鯉目脂鯉亞目狼牙脂鯉科的其中一個種，分布於南美洲蓋亞那、蘇利南、法屬圭亞那的亞馬遜河、奧里諾科河及沿岸淡水流域，體長可達100公分，棲息在河川中底層水域，生活習性不明，可做為食用魚。